# 韓寿 (前燕)
韓 寿（韓壽、かん じゅ、生没年不詳）は、五胡十六国時代前燕の人物。遼東郡の出身。

## 経歴
時期は不明であるが、遼西・遼東地方を治めていた慕容部の首領慕容廆に仕えた。
319年12月、宇文部の大人宇文遜昵延が数十万の兵を率いて本拠地の棘城に襲来すると、内外の人々は動揺した。慕容廆は徒河を守っていた庶子の慕容翰に救援を乞うたが、慕容翰は使者を派遣して「遜昵延（宇文遜昵延）は国を挙げて来寇しました。敵軍と我らは多勢に無勢であり、計略を使えば易々と打ち破れましょうが、力攻めで勝つのは難しいでしょう。城内の兵だけでも防ぐだけなら十分でしょうから、この翰（慕容翰）は外で遊撃隊となって敵を撹乱し、隙を見つけてこれを撃ちます。内外共に奮戦すれば、敵は震え上がって為す術もなく、敗れるのは必定といえます。今、我が城内に入って軍を一つにしてしまえば、敵は城攻めだけに専念できます。それは上策ではありません。それに、防戦一方の逃げの姿勢を部下へ示すことにも繋がり、戦う前に味方の士気が萎えてしまうことも危惧されます」と答え、救援に向かわずに外で遊撃隊となり、敵を擾乱すると伝えた。これを読んだ慕容廆は息子が臆病風に吹かれて参戦を拒絶したかと疑ったが、韓寿は進み出て「遜昵延（宇文遜昵延）は勢いこそ盛んでありますが、将は大軍であることに驕っており、兵卒は怠けており、軍律は厳しさを欠いております。もし奇襲をかけて敵の不意を衝けば、必ず撃破できることでしょう」と進言して慕容翰の作戦に同意したので、慕容翰が徒河に留まることを許した。慕容廆は大軍を率いて出撃すると宇文遜昵延は慌てて全軍を出陣させたが、慕容翰は別動隊を率いて城外に控えており、この隙を突いて宇文遜昵延の陣営へ奇襲をかけて焼き払っていった。これにより宇文部軍は大混乱に陥って大敗し、軍を全面撤退させた。
321年12月、慕容廆が東晋より遼東公に冊封されると、韓寿は別駕に任じられた。
333年6月、慕容廆が亡くなり、嫡男である慕容皝が後を継いだ。
337年9月、慕容皝は群臣の勧めに応じて燕王に即位することを決断すると、その準備としてまず官僚の整備を行った。韓寿は司馬に任じられ、列卿・将帥の一員となった。
その後、左長史に昇進した。
342年11月、慕容皝が自ら4万の兵を率いて高句麗征伐に赴くと、韓寿はこれに従軍した。前燕軍は故国原王率いる本隊を木底において打ち破り、韓寿は敵将阿仏和度加を討ち取った。さらに前燕軍は勝ちに乗じて追撃をかけ、首都の丸都城を陥れた。故国原王は単騎で逃走したが、その母である周氏と妻を捕らえた。その後、慕容皝は軍を退却させようとしたが、韓寿は進み出て「高句麗の地は守るに不向きです。今、その主が滅んで民は逃散し、山谷に潜伏しておりますが、我らの大軍が去れば必ずやその残党をまとめ上げて勢力を取り戻し、再び患いを為すでしょう。そこで、（故国原王の）父の屍と母を我が国へ持ち帰り、彼が自ら出頭するのを待ってこれを返還するのです。こうして恩信をもって慰撫するのが上策です」と勧めると、慕容皝はこれに従って故国原王の父の美川王の墓を暴いて屍を奪い、さらにその母や妻を引き連れてから帰還した。
343年2月、故国原王は弟を慕容皝の下へと派遣し、臣下となることを約束して数千の貢物を献上した。これにより美川王の屍を返還したが、母の周氏は人質として留め置いた。
その後の事績は明らかになっていない。